# Roskildekredsen
Roskildekredsen er fra 2007 en opstillingskreds i Sjællands Storkreds. Kredsen var en opstillingskreds i Roskilde Amtskreds fra 1971 til 2006. I 1920-1970 lå opstillingskredsen i Københavns Amtskreds. Kredsen var en valgkreds i 1849-1920.
Fra 2007 indeholder valgkredsen også afstemningsområderne fra den nedlagte Ramsø Kommune, der før 2007, lå i Lejrekredsen.
Den 18. juni 2015 var der 62.392 stemmeberettigede vælgere i kredsen.

## Valgkreds 1849-1929
Kredsen blev oprettet i 1849 som en af 100 enkeltmandsvalgkredse til Folketinget. Det officielle navn var Københavns Amts 3. Valgkreds. Ved oprettelsen bestod kredsen af følgende områder:
- Roskilde købstad
- Roskilde Vor Frue Sogn, Sankt Jørgensbjerg Sogn og godset Bidstrupgaard (som rummede Sankt Hans Hospital)
- Himmelev Sogn (Himmelev Kommune)
- Ledøje Sogn og Smørum Sogn (Ledøje-Smørum Kommune)
- Sengeløse Sogn (Sengeløse Kommune)
- Vallensbæk Sogn (Vallensbæk Kommune)
- Høje Taastrup Sogn (Høje Taastrup Kommune)
- Herstedøster Sogn og Herstedvester Sogn (Herstedøster-Herstedvester Kommune)
- Jyllinge Sogn og Gundsømagle Sogn (Jyllinge-Gundsømagle Kommune)
- Hvedstrup Sogn og Fløng Sogn (Hvedstrup-Fløng Kommune)
- Ågerup Sogn og Kirkerup Sogn (Ågerup-Kirkerup Kommune)

Valgkredsens valgsted var i Roskilde.
I 1895 skiftede Roskildekredsens officielle navn til Københavns Amts 5. Valgkreds, da der blev oprettet 2 nye valgkredse i Københavns Amt.
Roskildekredsen blev ændret i 1918. Den blev udvidet med Værløse Kommune og Ballerup-Måløv Kommune (Ballerup Sogn og Måløv Sogn) som tidligere havde været i Lyngbykredsen. Vor Frue Landsogn blev overflyttet til Lejrekredsen, og Vallensbæk, Høje Taastrup og Herstederne Kommuner blev overflyttet til Køgekredsen. Efter ændringen af valgkredse i 1918 var kredsens officielle navn igen Københavns Amts 3. Valgkreds.

### Folketingsmedlemmer valgt i Roskildekredsen
Kildehenvisningerne i parentes henviser til bind og sidetal i værket Rigsdagens medlemmer gennem hundrede aar 1848-1948
- Matthias Hans Rosenørn 4. december 1849 — 4. august 1852 (II, s. 167-168)
- Hans Nielsen 4. august 1852 — 26. februar 1853 (II, s. 82)
- Morten Hansen 26. februar 1853 — 14. juni 1855 (I, s. 195-196)
- Hans Nielsen (igen) 14. juni 1855 — 14. juni 1858 (II, s. 82)
- Niels Andersen 14. juni 1858 — 14. juni 1861 (I, s. 16)
- C.C. Liebe 14. juni 1861 — 4. juni 1866 (II, s. 19)
- Niels Andersen (igen) 4. juni 1866 — 6. december 1867 (døde i embedet) (I, s. 16)
- Alfred Hage 4. januar 1868 — 6. marts 1872 (suppleringsvalg, døde i embedet) (I, s, 171-172)
- Ole Larsen 20. september 1872 — 14. november 1873 (II, s. 10)
- Lars Jacobsen 14. november 1873 — 25. april 1876 (I, s. 235-236)
- H. Sørensen 25. april 1876 — 3. januar 1879 (II, s. 225)
- Fritz Scheel 3. januar 1879 — 9. april 1895 (II, s. 180-181)
- H.J. Rosleff 9. april 1895 — 2. juni 1904 (døde i embedet) (II, s. 169)
- A.O. Rasmussen 20. juli 1904 — 29. maj 1906 (suppleringsvalg) (II, s. 145)
- Henrik Nielsen 29. maj 1906 — 20. maj 1910 (II, s. 87)
- P.A. Jerichow 20. maj 1910 — 20. maj 1913 (I, s. 263-264)
- Henrik Nielsen (igen) 20. maj 1913 — 21. april 1920 (II, s. 87)

## Kommuner og valgsteder
Kredsen rummede i 2015 flg. kommuner og valgsteder:
1. Roskilde Kommune
  1. Baunehøj
  2. Dåstrup
  3. Gadstrup
  4. Gundsølille
  5. Gundsømagle
  6. Jyllinge
  7. Hedegårdene
  8. Himmelev
  9. Klostermarken
  10. Roskilde Bymidte
  11. Sankt Jørgen
  12. Snoldelev
  13. Svogerslev
  14. Trekroner
  15. Viby
  16. Vindinge
  17. Vor Frue
  18. Æblehaven
  19. Østervang

## Folketingskandidater pr. 1/11-2020
| Liste | Parti                       | Kandidat | Bemærk                                                          |
| ----- | --------------------------- | --- | --------------------------------------------------------------- |
| A     | Socialdemokratiet           | Mette Gjerskov |                                                                 |
| B     | Radikale Venstre            | Zenia Stampe |                                                                 |
| C     | Det Konservative Folkeparti | Christian Wedell-Neergaard |                                                                 |
| D     | Nye Borgerlige              | Thomas Vesth |                                                                 |
| F     | Socialistisk Folkeparti     | Tina Boel |                                                                 |
| I     | Liberal Alliance            | Lars Chr. Brask |                                                                 |
| O     | Dansk Folkeparti            | Merete Dea Larsen |                                                                 |
| V     | Venstre                     | Rasmus Hylleberg |                                                                 |
| Ø     | Enhedslisten                | Christian Juhl |                                                                 |
| Å     | Alternativet                | Rasmus Nordqvist, Sascha Faxe, Peter Kjær Hansen, Carsten Bering, Joan Gerti Kragh, Lars Birger Nielsen, Claus Jansson, Kristian Gylling, Kirsten Kock, Anne Grete Kamilles, Ulla Munksgaard | Er opstillet i samtlige opstillingskredse i Sjællands Storkreds |